# برات أباد
برات‌ أباد (بالفارسية: برات‌آباد) هي قرية تقع في قسم سفيدسنغ الريفي (مقاطعة فريمان) في إيران. يقدر عدد سكانها بـ 215 نسمة بحسب إحصاء 2016.